# Mariano Martínez
Mariano Martínez (* 20. September 1948 in Burgos) ist ein ehemaliger französischer Profirennfahrer. Er gewann die Bergwertung bei der Tour de France 1978.

## Sportliche Laufbahn
Martínez wurde von Jean de Gribaldy entdeckt und wurde schnell ein ausgezeichneter Teamkollege von Joaquim Agostinho in den Jahren 1971 bis 1972. Im ersten Profijahr wurde er 31. bei der Tour de France. 1972 konnte er die Tour de Romandie und das Critérium du Dauphiné Libéré auf dem jeweils vierten Platz beenden. 1973 beendete er den Grand Prix Midi Libre auf dem dritten Platz und die Tour de France auf dem 12. Gesamtrang. Nachdem er die Tour de France 1974 den 8. Platz belegte, konnte er bei der UCI-Straßen-Weltmeisterschaft in Montreal, Kanada den dritten Platz hinter Weltmeister Eddy Merckx und Raymond Poulidor erzielen. Im Folgejahr wurde er 14. bei der Tour de France, 5. bei der Tour du Limousin und 4. bei der Tour de l’Aude. 1977 nahm er erstmals bei der Vuelta a España und dem Giro d’Italia teil. 1978 gewann der die Bergwertung und eine Etappe bei der Tour de France. Außerdem wurde er Zweiter bei dem Critérium du Dauphiné Libéré, Dritter bei der Circuit Cycliste Sarthe, Vierter bei der Tour de Romandie und Sechster bei der Tour de Suisse. Ein Jahr später wurde er hinter Roland Berland und Bernard Hinault Dritter bei den Französischen Straßenmeisterschaften in Plumelec. 1979 gewann er seine zweite Etappe bei der Tour de France. 1981 erreichte er bei der Tour de France Platz 15 und bei Subida a Arrate den zweiten Platz.

## Familiäres
Obwohl er gebürtiger Spanier war, startete er für Frankreich, da er 1963 eingebürgert wurde.
Seine Söhne Miguel Martinez und Yannick Martinez sowie sein Bruder Martin Marinez waren ebenfalls Radrennfahrer. Auch sein Enkel Lenny Martinez ist Radrennprofi.

## Erfolge
1974
- eine Etappe Grand Prix Midi Libre
- UCI-Straßen-Weltmeisterschaft

1977
- eine Etappe Étoile de Bessèges
- eine Etappe Setmana Catalana de Ciclisme

1978
- eine Etappe Tour du Limousin
- eine Etappe Tour du Vaucluse
- eine Etappe Circuit Cycliste Sarthe
- Bergwertung und eine Etappe Tour de France

1979
- Französische Straßenmeisterschaft

1980
- eine Etappe Tour du Limousin
- eine Etappe Tour de France

1981
- eine Etappe Grand Prix Midi Libre

## Grand-Tour-Platzierungen
| Grand Tour            | 1971 | 1972 | 1973 | 1974 | 1975 | 1976 | 1977 | 1978 | 1979 | 1980 | 1981 |
| --------------------- | ---- | ---- | ---- | ---- | ---- | ---- | ---- | ---- | ---- | ---- | ---- |
| Vuelta a EspañaVuelta | –    | –    | –    | –    | –    | –    | 41   | –    | –    | –    | –    |
| Giro d’ItaliaGiro     | –    | –    | –    | –    | –    | –    | 27   | –    | –    | –    | –    |
| Tour de FranceTour    | 31   | 6    | 12   | 8    | 14   | 42   | –    | 10   | 16   | 32   | 15   |